# پیمان عارف
پیمان عارف اسکویی (زاده ۱ فروردین ۱۳۶۱) فعال سیاسی، فعال دانشجویی سابق، روزنامه‌نگار و زندانی سیاسی ایرانی است.

### بازداشت در سال ۱۳۸۱
عارف در سال ۱۳۸۱ در جریان اعتراضات گسترده دانشجویی به حکم اعدام هاشم آغاجری فعالیت بارزی داشت و به همین دلیل توسط وزارت اطلاعات دولت سید محمد خاتمی بازداشت و نزدیک به یک ماه را در بند ۲۰۹ زندان اوین به سر برد.

### بازداشت در سال ۱۳۸۲
عارف در تاریخ ۲۸ خرداد ۱۳۸۲، پس از اعتراضات دانشجویی دانشجویان دانشگاه تهران در کوی دانشگاه، توسط نیروهای اطلاعات سپاه بازداشت و به بند ۲-الف زندان اوین منتقل شد و مدت دو ماه را در انفرادی این بند مورد شکنجه روحی و جسمی قرار گرفت.

### فعالیت‌های دانشجویی
او در اسفند ۸۴ درحالی‌که دانشجوی فوق لیسانس علوم سیاسی دانشگاه تهران و در آستانه دفاع از تز پایان‌نامه خود بود؛ تنها چند ماه پس از روی کار آمدن دولت محمود احمدی‌نژاد به عنوان اولین دانشجوی ستاره‌دار این دولت تحت عنوان عدم صلاحیت سیاسی و عمومی از دانشگاه اخراج شد. پیمان عارف نهایتاً پس از قطعیت اخراج در شهریور ۸۵؛ در مهرماه این سال موفق به اخذ رای از شعبه دوم دیوان عدالت اداری مبنی بر بازگشتش به تحصیل شد. این رای با مقاومت عباسعلی عمید زنجانی مواجه شده و اجرای آن تا ۵ سال بعد به تعویق افتاد.
این فعال دانشجویی از سال ۱۳۸۵ به تأسیس کمیته پیگیری وضعیت دانشجویان محروم از تحصیل اهتمام نموده و سپس در پاییز ۸۷ درحالی‌که در خدمت وظیفه سربازی به‌سر می‌برد؛ همراه با سایر فعالان دانشجویی محروم از تحصیل و کمک و همراهی کیوان صمیمی مدیرمسئول ماهنامه نامه به نشست سراسری دانشجویان محروم از تحصیل و سپس شورای دفاع از حق تحصیل اقدام نمود.
در ایام منتهی به انتخابات ریاست جمهوری ۲۲ خرداد ۸۸ این فعال دانشجویی در کنار سایر اعضای شورای دفاع از حق تحصیل در راستای بسط و طرح مسئله دانشجویان محروم از تحصیل و تبدیل نمودن مبحث حق تحصیل به مباحثه ملی و پاسخگو نمودن کاندیداها به این مسئله کوشید. او در دومین نشست سراسری دانشجویان محروم از تحصیل به پیگیری مطالبه حق تحصیل از طریق حمایت از مهدی کروبی معتقد بود و خود نیز به ستاد مهدی کروبی پیوست و از فعالان دانشجویی نزدیک به این کاندیدای اصلاح طلب محسوب گردید.

### بازداشت در سال ۱۳۸۸
پیمان عارف نهایتاً با دستور سعید مرتضوی دادستان وقت تهران پس از انتخابات مناقشه انگیز ۲۲ خرداد ۱۳۸۸ در محل خدمت سربازی خود در نیروی انتظامی شهرستان رشت بازداشت و به تهران منتقل و مدت ۸۰ روز را در انفرادی بازداشتگاه حفاظت اطلاعات ناجا گذراند تا آنکه در ۲۵ شهریور آن سال تحویل زندان اوین داده شد.
او در اسفند ماه ۱۳۸۸ توسط قاضی پیرعباسی رئیس شعبه ۲۶ دادگاه انقلاب اسلامی تهران محاکمه و با برائت از اتهام «اجتماع و تبانی از طریق عضویت احزاب غیرقانونی» و اثبات اتهام‌های «تبلیغ علیه نظام، اهانت به رئیس‌جمهور » مجموعاً به یک سال زندان و ۷۴ ضربه شلاق تعزیری  و به اتهام «استفاده از تجهیزات دریافت ماهواره» به جزای نقدی ۶۰۰ هزار تومان محکوم شد.‌ علاوه بر این، وی به محرومیت دائم از اشتغال به روزنامه‌نگاری و ممنوعیت فعالیت سیاسی و رسانه‌ای محکوم شده بود.حکمی که در مرداد سال ۸۹ توسط شعبه ۵۴ تجدیدنظر دادگاه انقلاب تهران تأیید و محرومیت پیمان عارف از مادام العمر به ۱۵ سال تقلیل یافت. در نهایت او در ۲۱ بهمن ۱۳۸۹ بازداشت و برای تحمل حبسش به زندان منتقل شد.
او در ۱۷ مهر ۱۳۹۰ با پایان محکومیت زندان خود از بند ۳۵۰ زندان اوین به دادسرای اوین منتقل و پس از اجرای حکم ۷۴ ضربه شلاق به جرم توهین به رئیس‌جمهور، از زندان آزاد شد.

#### واکنش‌ها به حکم شلاق
اگرچه شلاق حکم شلاق او به دلیل توهین به رئیس‌جمهور هم بوده ولی رسانه‌های رسمی و غیررسمی جمهوری اسلامی مانند بازتاب و بولتن نیوز با انتشار تصویری از حکم وی این امر را به دلیل دیگری اعلام کردند. با توجه به این موضوع پیمان عارف در اعتراض به نحوه اجرای حکم شلاق از مأمور اجرای حکم شکایت ثبت کرد. این حکم به شکل گسترده‌ای مورد اعتراض او واقع و در رسانه‌های بین‌المللی بازتاب یافت و حتی واکنش توأم با تقبیح و اعتراض محمود احمدی‌نژاد، رئیس‌جمهور وقت را نیز برانگیخت. محمود احمدی‌نژاد در واکنش به این حکم شلاق گفت: «وقتی دانه درشت‌ها آزادانه به ما افترا می‌زنند، راضی نیستم یک جوان را به خاطر توهین به رئیس‌جمهور شلاق بزنند.»
حکم ۷۴ ضربه شلاق  پیش از آزادی وی از زندان اوین در روز یکشنبه به اجرا درآمد و در مراسم شلاق زدن وی رئیس دفتر دادستان تهران و بازجوهای او حضور داشته‌اند. پیمان عارف چند روز پس از اجرای حکم در گفتگویی با سایت کلمه گفت: «در شرایط نیمه هشیاری و حال ناخوشی که بعد از اجرای شلاق تعزیری به صورت جدی داشتم، خاطرم هست که از کارمند دادیاری اجرای احکام کاغذی خواستم و خطاب به دادستان تهران همان‌جا فی المجلس شکایتم را اعلام کردم و خواهان دستور قضایی برای پیگرد قانونی شدم.»

### بازداشت در آذر ۱۳۹۰
او تنها ۲۰ روز پس از آزادی، در ۸ آبان ۱۳۹۰ به‌علت مصاحبه با رسانه‌های خارجی و همچنین حضور بر مزار مادر آرش صادقی در سالروز مرگ او و قبر‌ندا آقا سلطان و‌‌ دیگر کشته شدگان جنبش سبز، مجدداً بازداشت و به زندان اوین منتقل گردید. او در پایان آذرماه همان سال از زندان آزاد شد.
وی در ۱۵ اسفند آن سال پس از ۶ سال محرومیت از تحصیل موفق به دفاع از پایان‌نامه فوق لیسانس خود شد.

### بازداشت در اسفند ۱۳۹۰
در ۲۶ اسفند ۱۳۹۰ برای سومین بار بازداشت و به زندان اوین منتقل شد. او در فروردین ماه ۱۳۹۱ به علت اعتصاب غذا و وخامت حال جسمی‌اش به بیمارستان مدرس تهران منتقل شد. او در فروردین ۱۳۹۱ پس از ۳ هفته توقیف و بازداشت آزاد شد.
وی در تیرماه ۱۳۹۱ در آزمون دکترای علوم سیاسی دانشگاه تهران پذیرفته شد که مجدداً محروم از تحصیل گردید. عارف، در انتخابات ریاست جمهوری سال ۹۲ نخست با حمایت از قاسم شعله‌سعدی، به عنوان سخنگوی ستاد او فعال شد اما پس از رد صلاحیت سعدی، به حمایت از حسن روحانی پرداخت..

### بازداشت در سال ۱۳۹۲
عارف پیش از انتخابات ۹۲ به مدت ۷۲ ساعت توسط وزارت اطلاعات بازداشت شد. وی درباره طرح کاندیداتوری عباس امیرانتظام، محمد ملکی و نیز حمایت از کاندیداتوری قاسم شعله‌سعدی مورد بازجویی قرار گرفت. پس از آزادی، در مهرماه ۹۲ برای دفاع آخر به بازپرسی شعبه دوم دادسرای اوین احضار شد و به اتهام «فعالیت تبلیغی علیه نظام» تفهیم اتهام شد. او در آبان و بهمن ۱۳۹۲ و نیز اردیبهشت ۱۳۹۳ به این اتهام توسط قاضی مقیسه در شعبه ۲۸ دادگاه انقلاب تهران مورد محاکمه قرار گرفته بود در تیر ماه ۱۳۹۳ مجدداً به یکسال زندان محکوم شد. او در آذر همان سال برای اجرای حکمش به دادسرای زندان فراخوانده شد. او که به نحوه احضار غیرقانونی خود به صورت تلفنی به دادسرای اوین اعتراض داشت، در ابتدا مدعی شد که در دادسرا حاضر خواهد شداما بعدا از حضور در این دادسرا اجتناب نمود. او مدعی بود که ابلاغ کتبی که می‌تواند سندی برای کسب پناهندگی در کشورهای دیگر باشد، جای خود را به ابلاغ تلفنی داده است.

### خروج از ایران
پیمان عارف در دی ماه ۹۳ برای ادامه تحصیل ایران را به مقصد ترکیه ترک کرد و در شهر آنکارا مشغول تحصیل شد. او ضمن تحصیل در دانشگاه به فعالیت‌های سیاسی و رسانه‌ای خود ادامه می‌داد.

### دستگیری در ترکیه
شامگاه ۱۰ دسامبر ۲۰۱۶، پلیس ضد تروریست ترکیه با شکایت سازمان امنیت ترکیه او را دستگیر کرد. از فیلم‌های منتشر شده در زمان بازداشت او مشخص می‌شود که وی به اتهام طرفداری از گولنیست‌ها بازداشت شده است. به گفته خود او،‌ پس از بازداشت،‌ مورد ضرب و شتم ماموران قرار گرفته که منجر به آسیب چشمی او شد. او بعدا در دادگاه به خاطر اتهام «توهین به رئیس جمهور ترکیه» در مصاحبه با بی‌بی‌سی مورد محاکمه قرار گرفت اما به خاطر فقدان ادله کافی، منع تعقیب شد. با این حال، وی را از ترکیه اخراج کردند و مجبور شد به لبنان برود.
عارف در روز ۲۳ دسامبر به لبنان منتقل شد. و در آنجا درخواست پناهندگی خود را تحویل دفتر سازمان ملل در بیروت داد.‌ دو ماه بعد با درخواست او برای رفتن به اروپا موافقت شد.

## دیدگاه‌ها
عارف از منتقدان شبکه ایران اینترنشنال است. او دربارهٔ این شبکه گفته است که: «شبکه اینترنشنال مثل رادیو بغداد در زمان جنگ عمل می‌کند؛ همان‌طور که رادیو بغداد در آن زمان وظیفه ناامید کردن مردم، دادن اطلاعات غلط و اختلاف اندازی را بر عهده داشت.» او همچنین از کارشناسان بی‌بی‌سی است که از منتقدان روح‌الله زم به‌شمار می‌رفت. وی زم را متهم می‌کرد که حمایت سازمان اطلاعات و امنیت ملی ترکیه را دارد.
عارف در انتخابات ۱۴۰۰ به همراه ۱۹۰ کنشگر سیاسی از عبدالناصر همتی حمایت کرد.
وی همچنین درانتخابات مجلس دوره دوازدهم در سال ۱۴۰۲ از افرادی بود که این انتخابات را تحریم کرد.